# شانون ودوارد
شانون ودوارد (بالإنجليزية: Shannon Woodward)‏ (و. 1984  م) هي ممثلة أفلام، وممثلة تلفزيونية أمريكية، ولدت في فينيكس، بدأت مشوارها المهني سنة 1991.

## وصلات خارجية
- شانون ودوارد في قاعدة بيانات الأفلام على الإنترنت
- شانون ودوارد  على موقع أول موفي